# داياني بيمينتيل
داياني بيمينتيل (من مواليد 30 يناير 1986) هي سياسية وأستاذة برازيلية. أمضت حياتها السياسية في تمثيل باهيا، بعد أن عملت كنائبة للممثل الفيدرالي منذ عام 2019.

## الحياة الشخصية
نشأت بيمنتل في أسرة ليبرالية، وكانت في شبابها جزءًا من حملة مجلس المدينة لعمها المنتسب إلى حزب العمال. قبل أن تصبح سياسيةً عملت بيمنتل أستاذةً جامعية. اليوم تعتبر نفسها «يسارية سابقة» وتعتبر جاير بولسونارو مثلها الأعلى.

## الحياة السياسية
في الانتخابات العامة البرازيلية لعام 2018 تم انتخاب بيمنتل لمجلس النواب الفيدرالي بأغلبية 136.742 صوتًا، مما يجعلها رابع أكثر المرشحين تصويتًا في ولاية باهيا في تلك الانتخابات.